# Boomerang (roman)
Pour les articles homonymes, voir Boomerang (homonymie).
Boomerang (titre original : A Secret Kept) est un roman de Tatiana de Rosnay paru en 2009 aux éditions Héloïse d'Ormesson. C'est son deuxième roman en langue anglaise, après Sarah's Key paru en 2007. Il est également adapté au cinéma par François Favrat sous le titre Boomerang sortie en 2015.

## Synopsis
Au volant, Mélanie, 40 ans, célibataire, veut parler à son frère Antoine, divorcé, et perd la mémoire dans l'accident qui s'ensuit. Ils revenaient de Noirmoutier où ils allaient avec leurs parents et où elle n'a pas été depuis 34 ans, juste avant la mort de leur mère Clarisse. Pendant que Mélanie est à l'hôpital près de Nantes, Antoine couche avec Angèle, embaumeuse. Après quelques semaines, Mélanie et Antoine rentrent à Paris. Mélanie retrouve la mémoire et dit à Antoine qu'à 6 ans, elle a vu Clarisse coucher avec une femme. Leur grand-mère, une des seules à connaître le secret de la mort de Clarisse, meurt. Antoine récupère un film où on voit Clarisse et le regarde en boucle pour s'apaiser avec l'aide d'Angèle.

## Retours des médias
"Servi par une plume allègre, un sens du dialogue affirmé et une finesse psychologique malicieuse, Boomerang doit beaucoup à l'un de ses personnages secondaires, sauvage et séduisant : Angèle Rouvatier", 20 Minutes